# Здание академии гражданской авиации
Здание академии гражданской авиации (Доходный дом И. А. Апраксина) — памятник архитектуры. 
Бывший доходный дом И. А. Апраксина расположен в Санкт-Петербурге, современный почтовый адрес дома — Литейный проспект, дом № 48.
В первой трети XIX века двухэтажное здание было оформлено в стиле безордерного классицизма, постройка во дворе была выполнена по проекту И. Ф. Лукини. В 1867 году А. Стафиери создал проект перестройки здания для графа Ивана Апраксина (по одним данным, неосуществлённый, по другим — исполненный). В 1879—1883 годах Л. Ф. Фонтана построил дворовые флигеля.
В 1832—1833 годах в доме жила А. О. Смирнова-Россет.
После Октябрьской революции (переворота) 1917 года доходный дом был национализирован, с 1930 года в нём разместился Институт гражданской авиации, в 1934 году он был переведён в Авиагородок, а в здании остался до 1939 года авиационный техникум. После 1939 года дом занимали другие учреждения, связанные с гражданской авиацией. В полуциркульном строении во дворе находились учебные лаборатории и общежитие, в манеже — спортзал. В 1956—1972 годах в здании находилось Высшее авиационное училище, с 1972 года вместо него разместилось Ленинградское авиационное техническое училище гражданской авиации.
В 1946 году в здании случился сильный пожар, в 1954 году его реконструировали и перепланировали с изменением внешнего вида по проекту Климентова Михаила Яковлевича. Сохранился актовый зал, декорированный лепкой, и парадная лестница.
Здание и имя Климентова попало в материалы доклада Н. С. Хрущева об излишествах в архитектуре как пример некритического отношения к классическому наследию, что привело к отстранению архитектора от руководства и переводу в другую мастерскую, отсутствию иных значительных заказов.